# Kotschya oubanguiensis
Kotschya oubanguiensis är en ärtväxtart som först beskrevs av Tisser., och fick sitt nu gällande namn av Bernard Verdcourt. Kotschya oubanguiensis ingår i släktet Kotschya och familjen ärtväxter. IUCN kategoriserar arten globalt som otillräckligt studerad. Inga underarter finns listade i Catalogue of Life.